# Phare Kjeungskjær
Le phare de Kjeungskjær (en norvégien: Kjeungskjær fyr) est un phare côtier norvégien de la commune de Ørland, dans le comté et la région de Trøndelag. Il est géré par l'administration côtière norvégienne (en norvégien : Kystverket).
Le phare est classé patrimoine culturel par le Riksantikvaren depuis 2000.

## Histoire
Il est construit en 1880 sur une minuscule île à l'entrée du Bjugnfjorden, à environ 5 km de Nes. Il a été automatisé en 1987 et avant, le personnel résidait dans les étages. Sa lentille de Fresnel d'origine est toujours en fonction.
Il n'est pas allumé entre le 16 mai et le 21 juin du fait de la durée du jour polaire.

## Description
Le phare   est une tour octogonale en pierre à claire-voie de 20 mètres de haut, avec une galerie et lanterne. La totalité du bâtiment est peint en rouge. Son feu à occultations  émet, à une hauteur focale de 45 mètres, un éclat blanc, rouge et vert selon différents secteurs toutes les 6 secondes. Sa portée nominale est de 10 milles nautiques (environ 19 km) pour le feu blanc, 6 pour le feu rouge et 5.6 pour le feu vert.
Identifiant : ARLHS : NOR-137 ; NF-4729 - Amirauté : L1506 - NGA : 8200 .
|                      |
| Le phare (1890-1900) |

|          |
| Le phare |

### Lien connexe
- Liste des phares de Norvège